# Salujärv
Salujärv (est. Salujärv, Tallikese järv, Ala-Mahtja järv) – jezioro w Estonii,  w prowincji Valgamaa, w gminie Haanja. Należy do pojezierza Haanja (est. Hannja järved). Położone jest na zachód od wsi Kõomäe. Ma powierzchnię 15,4 ha linię brzegową o długości 3444 m, długość 425 m i szerokość 120 m. Znajdują się na nim trzy wysepki o łącznej powierzchni 7,2 ha. Sąsiaduje z jeziorami Viitina Karijärv, Palujüri, Hanija, Hainjärv, Aabra, Vällämäe Küläjärv, Paadikõrdsi. Położone jest na terenie obszaru chronionego krajobrazu Haanja (est. Haanja looduspark).